# Município de Liberty (condado de Butler, Ohio)
O município de Liberty (em inglês: Liberty Township) é um município localizado no condado de Butler no estado estadounidense de Ohio. No ano de 2010 tinha uma população de 37.259 habitantes e uma densidade populacional de 491,4 pessoas por km².

## Geografia
O município de Liberty encontra-se localizado nas coordenadas 39° 23′ 57″ N, 84° 24′ 39″ O. Segundo a Departamento do Censo dos Estados Unidos, o município tem uma superfície total de 75.82 km², da qual 75.73 km² correspondem a terra firme e (0.12%) 0.09 km² é água.

## Demografia
Segundo o censo de 2010, tinha 37.259 habitantes residindo no município de Liberty. A densidade populacional era de 491,4 hab./km². Dos 37.259 habitantes, o município de Liberty estava composto pelo 86.86% brancos, o 6.17% eram afroamericanos, o 0.14% eram amerindios, o 4.13% eram asiáticos, o 0.01% eram insulares do Pacífico, o 0.9% eram de outras raças e o 1.79% pertenciam a dois ou mais raças. Do total da população o 2.8% eram hispanos ou latinos de qualquer raça.